# Paradies (Radebeul)
Das ehemalige Berggasthaus Paradies, später Paradies der Lößnitz, steht im ehemaligen gräflich Flemmingschen Weingut im Stadtteil Niederlößnitz der sächsischen Stadt Radebeul, im Höhenweg 1/1a. Der Name Paradies wird heute als Name für den dabeiliegenden Steillagen-Weinberg verwendet, ebenso wie der zweite Name Auf den Bergen. Der Weinberg Paradies liegt in der Einzellage Radebeuler Steinrücken.

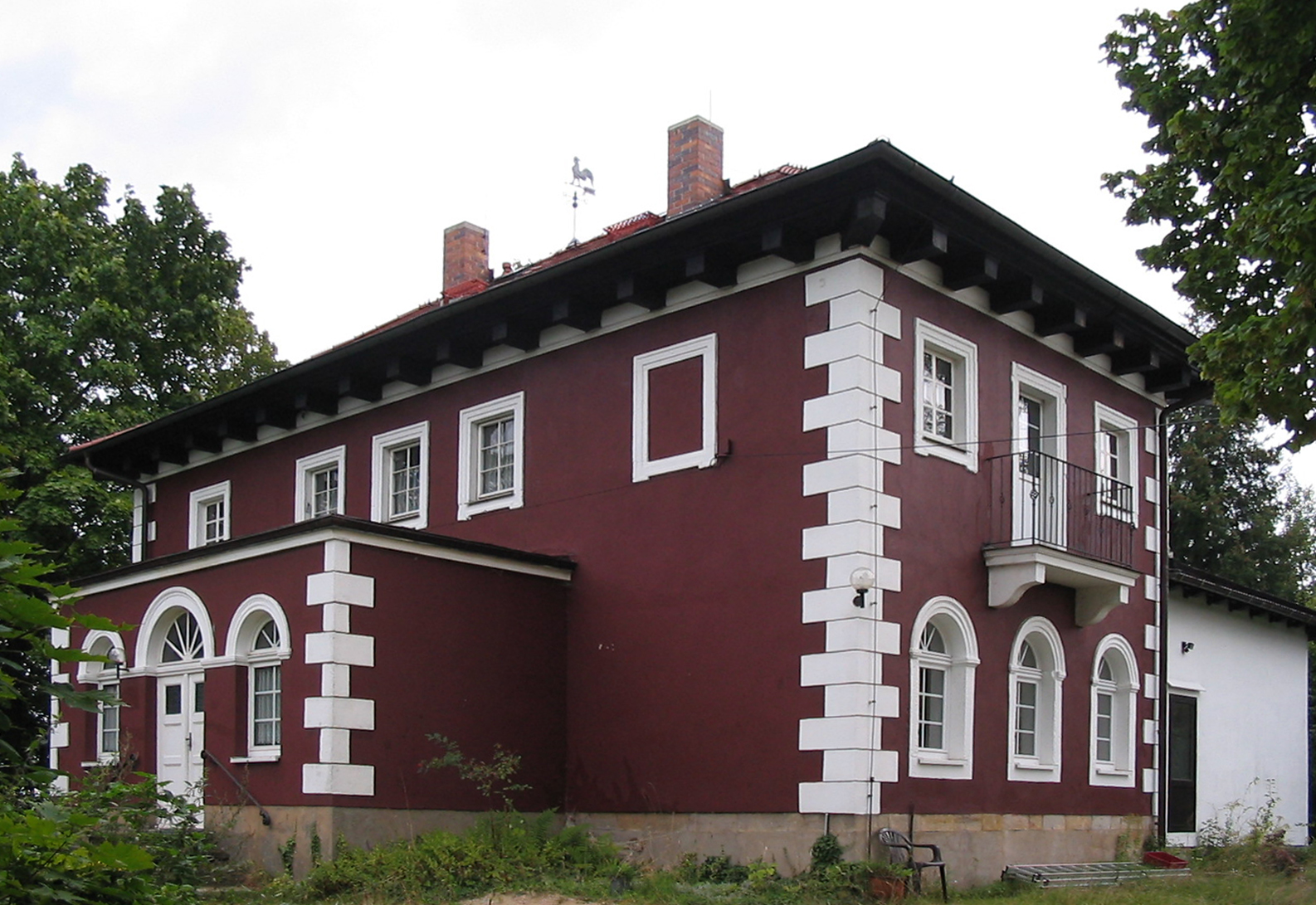
Ehemaliges Berggasthaus Paradies, heute ein Wohnhaus (2008)

Der höchste Punkt ist das ehemalige Berggasthaus selbst, es liegt auf über 215 m ü. NHN Höhe innerhalb des Denkmalschutzgebiets Historische Weinberglandschaft Radebeul. Der am Haus vorbeiführende Weg ist Teil des sächsischen Weinwanderwegs.

## Beschreibung

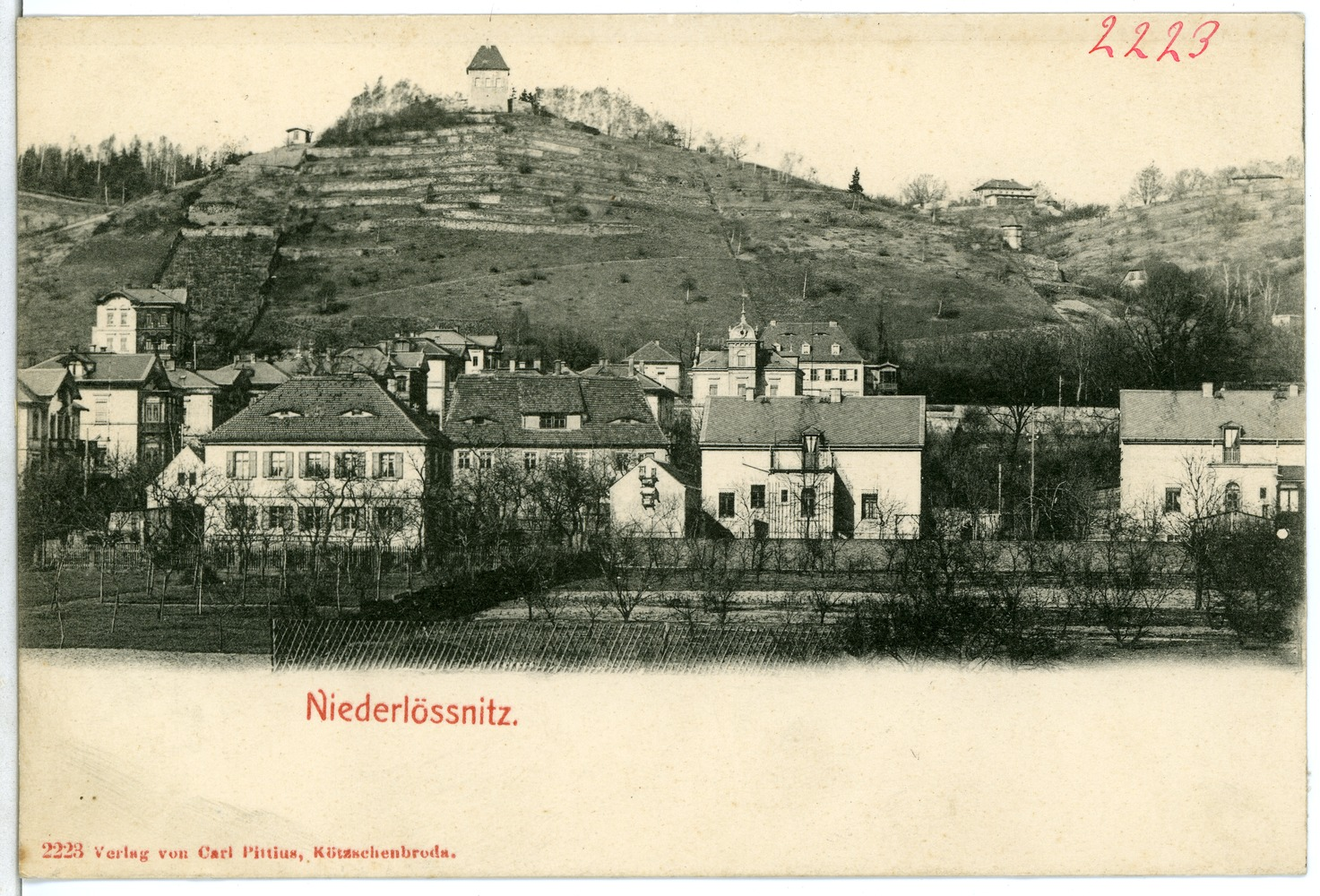
Blick auf den minckwitzschen Weinberg, rechts oben das Gasthaus Paradies (1901)

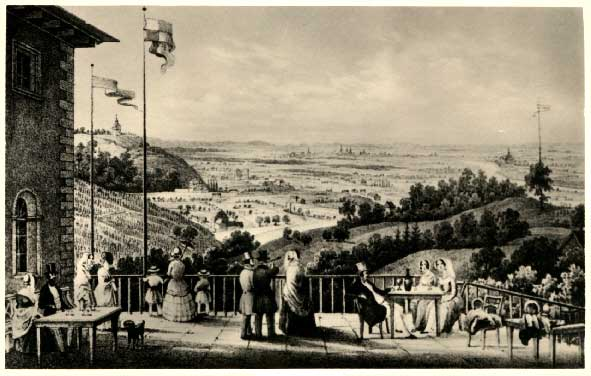
Blick vom Paradies der Lößnitz in Richtung Radebeul/Dresden (Lithographie, Mitte des 19. Jahrhunderts)

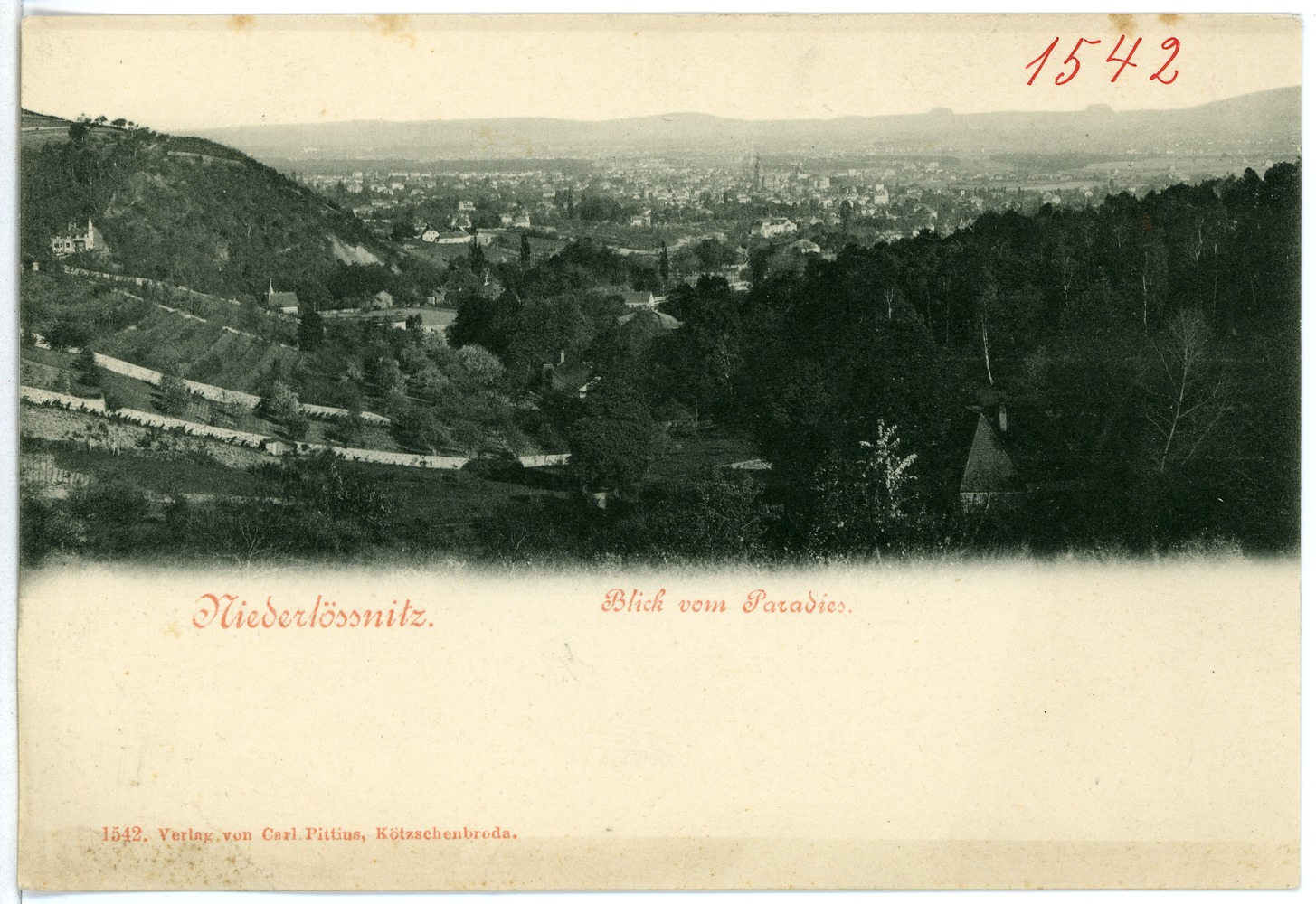
Blick vom Paradies (1901)

Der zweigeschossige, mitsamt Toranlage und Nebengebäude (Hofausschank) unter Denkmalschutz stehende Putzbau hat eine Größe von fünf zu drei Fensterachsen. Er steht auf einem Sandsteinsockel und hat ein flachgeneigtes Walmdach mit weit vorkragendem Dachgesims mit Balkenkopffries. In der Hauptansicht nach Süden zum Bergabhang steht heute ein eingeschossiger Vorbau, der aus der ursprünglich hölzernen, verglasten Veranda entstand. Auf der Nordseite befindet sich ein dreiachsiger Eingangsvorbau. In den schmalen Nebenansichten finden sich Balkone.
Die Fenster des Gebäudes sind im Erdgeschoss rundbogig und im Obergeschoss rechteckig. Die dunkelgestrichene Fassade wird an den Gebäudekanten durch helle, versetzte Eckquaderungen gefasst.
Im Norden steht ein eingeschossiges Nebengebäude über U-förmigem, zum Hof offenem, Grundriss mit Krüppelwalm- beziehungsweise Satteldach.
Die Grundstückseinfriedung im Westen wird durch eine Portalanlage aus Bruchsteinpfeilern mit Abdeckplatten gebildet.

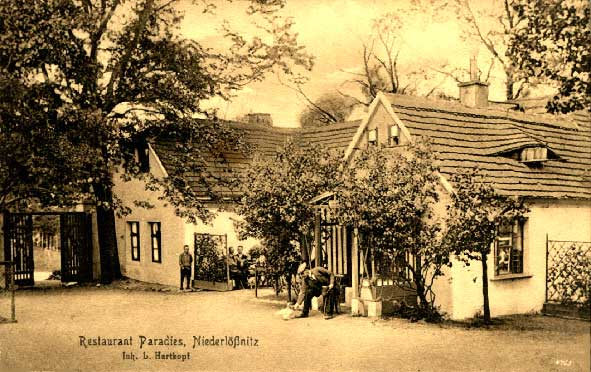
Nebengebäude (Hofausschank) um 1910
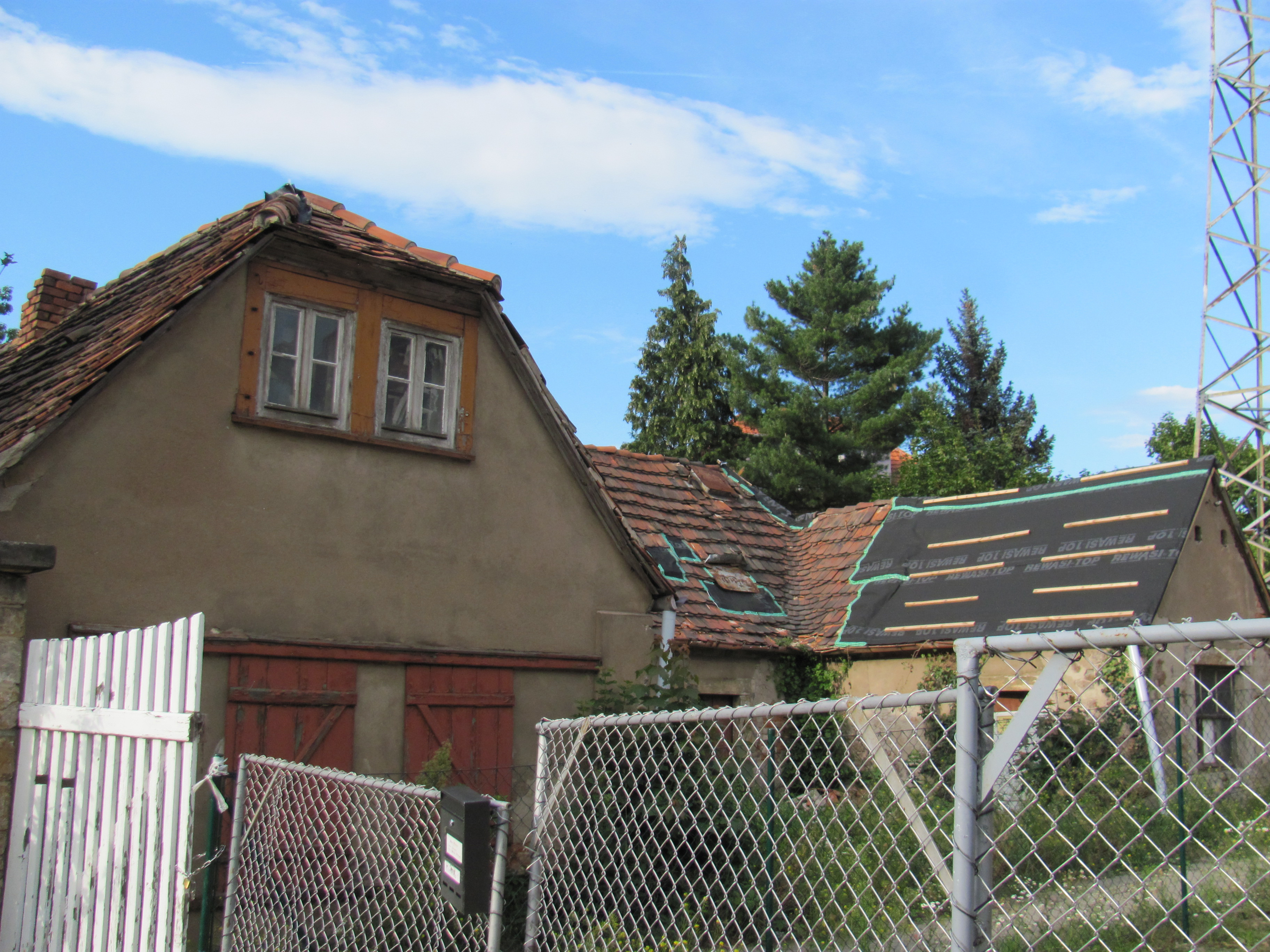
Nebengebäude zum ehemaligen Gasthaus Paradies
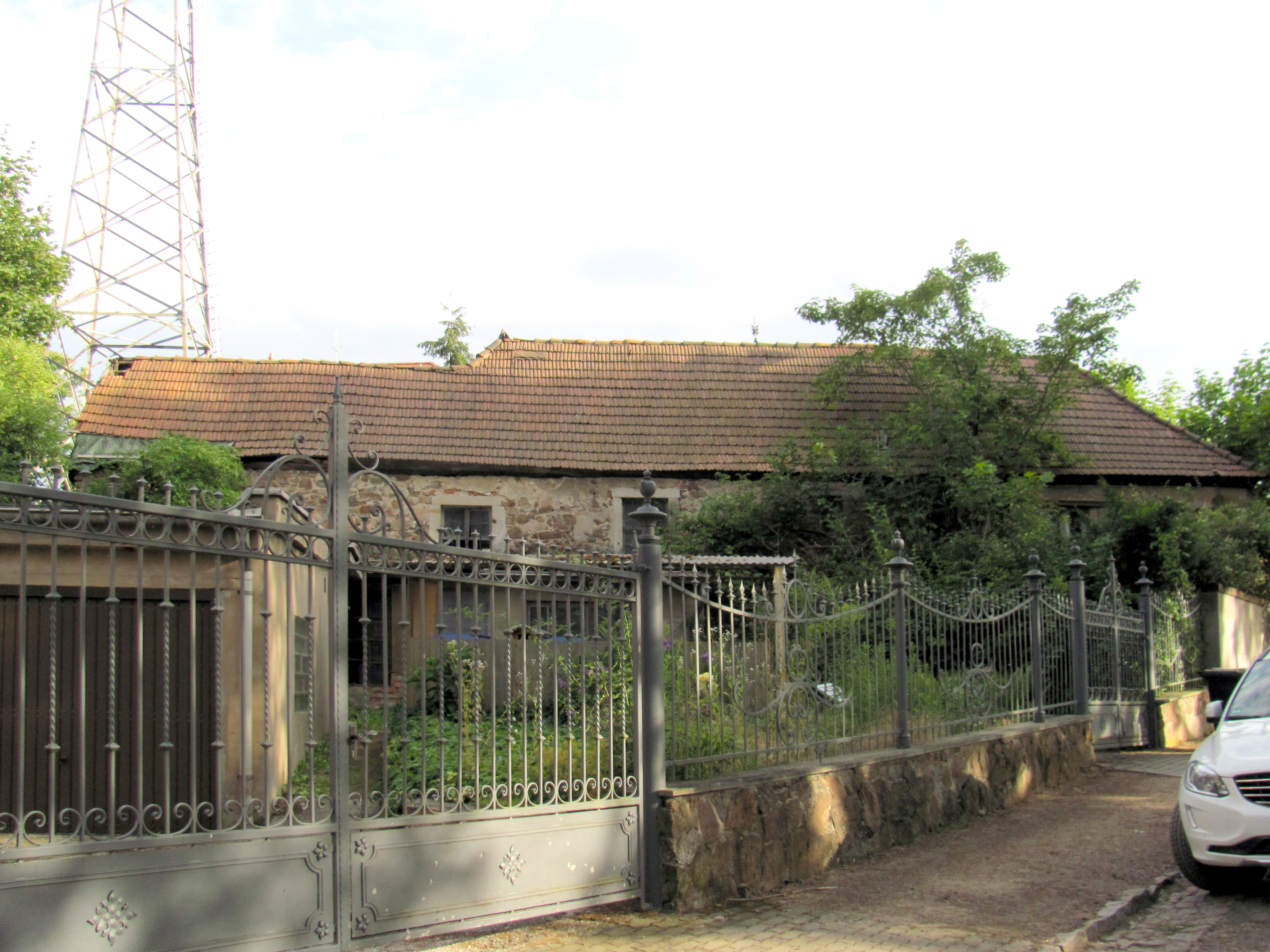
Rückseite des Nebengebäudes, von der Straße aus

## Weinlage

Nach rechts oben verlaufend: Das langgestreckt dreieckige Paradies (1906)

Im Juli 2014 gab die Stadt Radebeul bekannt, dass das Sächsische Landesamt für Umwelt, Landwirtschaft und Geologie beabsichtige, den Lagennamen gemäß § 20 Abs. 7 der Weinrechtsdurchführungsverordnung abzugrenzen. Die hauptsächlichen Grenzen ergeben sich nach dem dargestellten Lageplan aus der Jägerstraße im Nordwesten, der Jägerhofstraße im Norden und Osten sowie der Straße Auf den Bergen im Süden. Im Südwesten sind einige Parzellen die Grenzgrundstücke.
Die Weinlage gehörte bisher zur Lage Radebeuler Steinrücken innerhalb der Großlage Radebeuler Lößnitz.

## Geschichte
1827 wurde das bestehende Haupthaus der späteren Gaststätte am Höhenweg durch die Gräfin Flemming, geborene Hohenthal, in ihrem Weinbergsbesitz auf den Welzigbergen im toskanischen Stil erneuert. 1844/1845 entstand dort durch den Pächter Johann Georg Schimank ein Weinschank mit „selbsterbauten Weinen“, gleichzeitig ging das Eigentum an die Grafen von Hohenthal-Dölkau über. Das Berggasthaus erhielt aufgrund seiner Lage und des Rundblicks über das Elbtal sehr schnell den Namen Paradies, was ihm auch einige Besuche des damaligen sächsischen Königs Friedrich August II. verschaffte und zu weiterer Reputation verhalf.
Wechselnde Pächter machten das Paradies in den Folgejahren zu einem gutgehenden gutbürgerlichen Ausflugslokal. 1900 baute deshalb der Baumeister Adolf Neumann auf der nach Osten gehenden Talseite eine hölzerne, verglaste Veranda an, die inzwischen zugebaut ist.
1945 wurden die Grafen Hohenthal-Dölkau enteignet, die Gaststätte jedoch bis 1960 weiter betrieben. Danach dienten die Gebäude dem Arzneimittelwerk Dresden als Lager, das 1975 baupolizeilich gesperrt werden musste. Nach dem Verkauf in Privathand wurde das heute denkmalgeschützte Haus zu einem Wohnhaus umgebaut und saniert.
Der Name Paradies wird auch heute noch für eine der Steillagen der Lößnitz verwendet (auch Auf den Bergen).